# Kurt Lindström
Kurt Wilhelm Lindström, född 10 april 1917 i Göteborgs Oskar Fredriks församling i Göteborgs och Bohus län, död 14 april 1985 i Överluleå församling i Norrbottens län, var en svensk militär.

## Biografi
Lindström avlade studentexamen 1937. Han avlade officersexamen vid Krigsskolan 1941 och utnämndes samma år till fänrik vid Gotlands artillerikår, där han befordrades till löjtnant 1943 och till kapten 1949. Han gick Artilleriofficersskolan vid Artilleri- och ingenjörhögskolan 1944–1945. Han överfördes 1952 till Fortifikationskåren, där han befordrades till major 1961. Han var sektionschef i Befästningsbyrån i Fortifikationsförvaltningen 1961–1962, var kurschef vid Militärhögskolan 1962–1967, befordrades till överstelöjtnant 1964 och var chef för Planeringssektionen i Fortifikationsförvaltningen 1967–1969. År 1969 befordrades Lindström till överste, varefter han var fortifikationsofficer vid staben i Övre Norrlands militärområde 1969–1977.
Kurt Lindström invaldes 1969 som ledamot av Kungliga Krigsvetenskapsakademien. Han är begravd på Västra kyrkogården i Göteborg.

### Utmärkelser
- Riddare av första klassen av Svärdsorden, 1961.[9]
- Kommendör av Svärdsorden, 1973.[10]